# Yoshiya Minami
Yoshiya Minami (jap. 南 佳也, Minami Yoshiya; * 24. Januar 1971 in Kanazawa, Präfektur Ishikawa) ist ein japanischer Pornodarsteller.

## Leben
Bekannt wurde Yoshiya durch sein beliebtes Aussehen und für seinen sanften Verführungsstil. Entdeckt wurde Yoshiya von der pornografischen Regisseurin Minami Nagasaki, die ihn seit 2002 für die Serie Kibosan mō gaman dekinai (義母さんもうガマンできない, „Schwiegermutter, ich kann mich nicht mehr gedulden“) vor die Kamera nahm. Die Serie stellt Yoshiya als jungen Mann dar, der zum ersten Mal Geschlechtsverkehr mit einer älteren Frau hat.
Er trat außerdem in einigen Videos der Nagasaki-Minami-Serie, für Graffiti Japan, auf, die meistens romantische oder Inzest-Themen behandeln. Auf vielen der dort erschienenen Video-Veröffentlichungen beschmückt er das Cover und ist sogar häufig prominenter als die (weibliche) Hauptrolle selbst. Dies zeichnet eine Besonderheit in seiner Karriere aus, da die meisten japanischen Pornodarsteller anonym bleiben. Dazu erschienen zwei Video-Veröffentlichungen mit den Titeln Face & Body Collection (Katalognummer: MIDV-011) aus 2006 und Face & Body Collection 2 (Katalognummer: MIDV-015) aus 2007, die seinen Körperbau zelebrieren. Deswegen ist es nicht überraschend, dass sich Yoshiya einen Namen in der homosexuellen Szene geschaffen hat und auf vielen homosexuellen japanischen Seiten seine Bilder gezeigt werden oder seine (heterosexuellen) Videos angeboten werden.
In der Video Serie Eternal Record (2008) dominierte ein weiteres Mal sein Körper das Cover, selbst die weiblichen Darsteller wurden nicht einmal erwähnt. Die romantischen Darstellungen scheinen auf ein weibliches Publikum ausgerichtet zu sein.
Yoshiya ist außerdem kein Neuling in der pornografischen Branche. Zu seinem offiziellen Debüt in 2002 gab er an, dass er in den vorherigen fünf Jahren bereits mehr als 1.500 pornografische Videos gedreht hatte.